# Анна Гольштейн-Готторпська
Анна Гольштейн-Готторпська (дан. Anna af Holsten-Gottorp; 27 лютого 1575 — 24 квітня 1625) — принцеса Гольштейн-Готторпу, донька герцога Гольштейн-Готторпського Адольфа та Крістіни Гессенської, дружина графа Східної Фризії Енно III.

## Життєпис
Анна народилась 27 лютого 1575 року у Готторпі. Вона була сьомою дитиною та четвертою донькою в родині першого герцога Гольштейн-Готторпу Адольфа та його дружини Крістіни Гессенської.
Батько був третім сином короля Данії та Норвегії Фредеріка I. 1544 року вони із братами поділили територію герцогств Шлезвіг та Гольштейн на три частини так, щоб вони приносили приблизно однаковий прибуток. Адольф вибрав частину із замком Готторп.
Він помер, коли Анні було одинадцять. Протягом наступних чотирьох років країною керували послідовно її старші брати: Фрідріх II, Філіп та Йоганн Адольф. Останній і залишився при владі, згодом, єдиним з братів, одружившись та продовживши династію.
У 23-річному віці Анна вийшла заміж за старшого сина графа Східної Фризії Едцарда II, 34-річного Енно. Наречений був удівцем і мав двох дорослих доньок від першого шлюбу. Весілля пройшло в Езенсі 28 січня 1598 року.
1 березня 1599 року Едцард II помер, і правлячим графом став чоловік Анни під іменем Енно III. За півтора місяця народився їхній первісток, якого назвали Едцард Густав. Всього ж у подружжя було п'ятеро дітей. Резиденція родини містилася в Ауріху.
1611 року війська Нідерландів зайняли фортецю Леєрорт, де залишили свій гарнізон. Під час Тридцятилітньої війни, з листопада 1622  року по січень 1624 року, графство було окуповане Ернстом фон Мансфельдом, за виключенням міста Емден. Країна була розграблена, а влітку 1623 року ще й постраждала від епідемії чуми.
Родина в цей час переховувалась у фортеці Леєрорт. Анна пішла з життя 24 квітня 1625 року. Чоловік пережив її на чотири місяці. До 1744 року графством правили нащадки їхнього сина Ульріха.

## Родина
Чоловік — Енно III, граф Східної Фризії
Діти:
- Едцард Густав (1599—1612) — помер у віці 13 років;
- Анна Марія (1601—1634) — дружина герцога Мекленбург-Шверінського Адольфа Фрідріха I, мала восьмеро дітей;
- Рудольф Крістіан (1602—1628) — наступний граф Східної Фризії у 1625—1628 роках, одруженим не був, дітей не мав;
- Ульріх (1605—1648) — граф Східної Фризії у 1628—1648 роках, був одружений з Юліаною Гессен-Дармштадтською, мав трьох синів;
- Крістіна Софія (1609—1658) — дружина Філіпа III, ландграфа Гессен-Буцбахського, дітей не мала.